# Biskupi Santiago de Chile

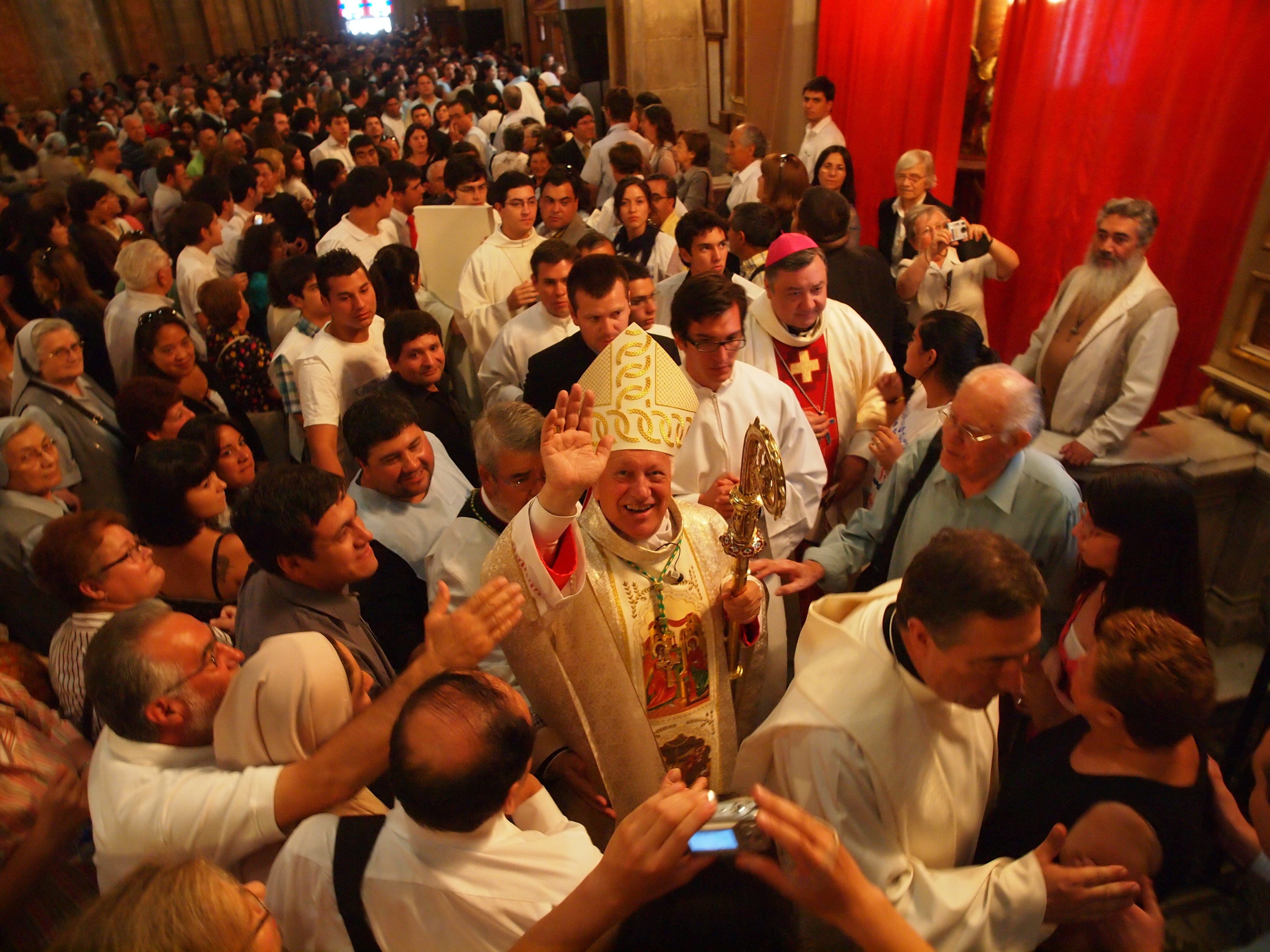
Kardynał Ricardo Ezzati Andrello.

Biskupi Santiago de Chile – ordynariusze rzymskokatolickiej archidiecezji Santiago de Chile, rezydujący w Santiago. W 1840 diecezja Santiago de Chile została podniesiona do rangi archidiecezji i od tamtego czasu godność tę sprawują arcybiskupi.

## Biskupi Santiago de Chile (1561–1840)
- Rodrigo González Marmolejo (1561–1564)
- Fernando de Barrionuevo (1566–1571)
- Diego de Medellín (1574–1593)
- Pedro de Azuaga (1596–1597)
- Juan Pérez de Espinosa (1600–1622)
- Francisco González de Salcedo (1622–1634)
- Gaspar de Villarroel (1637–1651)
- Diego de Zambrana de Villalobos (1653)
- Diego de Humanzoro (1660–1676)
- Bernardo Carrasco y Saavedra (1678–1694)
- Francisco de la Puebla González (1694–1704)
- Luis Francisco Romero (1705–1717)
- Alejo Fernando de Rojas y Acevedo (1718–1723)
- Alonso del Pozo y Silva (1723–1730)
- Juan M. de Sarricolea y Olea (1730–1734)
- Juan Bravo del Rivero y Correa (1734–1743)
- Juan González Melgarejo (1743–1753)
- Manuel de Alday y Aspée (1753–1788)
- Blas Sobrino y Minayo (1788–1794)
- Francisco José Marán (1794–1804)
- José Santiago Rodríguez Zorrilla (1815–1832)
- Manuel Vicuña Larraín (1832–1840)

## Arcybiskupi Santiago de Chile
- Manuel Vicuña Larraín (1840–1843)
- José Alejo Eyzaguirre Arechavala (1844–1845)
- Rafael Valentín Valdivieso Zañartu (1847–1878)
- Mariano Casanova y Casanova (1886–1908)
- Juan Ignacio González Eyzaguirre (1908–1918)
- Crescente José Errázuriz Valdivieso (1918–1931)
- José Horacio Campillo Infante (1931–1939)
- José María Caro Rodríguez (1939–1958)
- Raúl Silva Henríquez (1961–1983)
- Juan Francisco Fresno Larrain (1983–1989)
- Carlos Oviedo Cavada (1989–1998)
- Francisco Javier Errázuriz Ossa (1998–2010)
- Ricardo Ezzati Andrello (2010–2019)
- Celestino Aós Braco (2020–2023)
- Fernando Chomalí Garib (od 2023)